# Pleurothallis penelops
Pleurothallis penelops är en orkidéart som beskrevs av Carlyle August Luer. Pleurothallis penelops ingår i släktet Pleurothallis och familjen orkidéer. Inga underarter finns listade i Catalogue of Life.